# Beriev Be-103
O Beriev Be-103 é um avião anfíbio russo projetado pela Beriev.
Esta aeronave é responsável por operar em áreas desabitados do norte da Rússia e na Sibéria. O Be-103 pode pousar em rios, lagos e pradarias que até então eram inacessíveis. O Be-103 foi projectado para operar rotas de curta distânia em áreas com as características mencionadas.

## Características
O Be-103 é um monoplano de asa baixa, que utiliza a "raíz" da asa (zona mais próxima da fuselagem) como um estabilizador na água, sendo neste avião modificado para esse efeito.
Apresenta estabilizdores, horizontal e vertical, integrados numa única peça, na cauda, totalmente móvel e um trem de aterragem tipo "triciclo" retráctil para operações em terra firme.